# I Čchan-won
I Čchan-won (korejsky: 이찬원 (Hangul) nebo 李燦元 (Hanča), anglický přepis: Lee Chan-won, *1. listopadu 1996 Ulsan) je jihokorejský trotový zpěvák. V pořadu Mistr Trot vysílaném na TV Chosun obsadil 3. místo. Už jako dítě se objevil v mnoha televizních pořadech.

## Začátek kariéry
O trotu začal přemýšlet, když byl ve 4. třídě na základní škole. Trot byl ovšem žánr staré generace. Doma se mu ale trot líbil a poslouchal ho.
V roce 2020 se zúčastnil pěvecké soutěže Mistr Trot, kde se nakonec umístil na třetí místo.

## Televizní pořady
| název pořadu               | datum vysílání              | televizní stanice |
| -------------------------- | --------------------------- | ----------------- |
| Mullbery Academy           | 13. 5. 2020 - 27. 10. 2021  | TV Chosun         |
| Romantické volací centrum  | 2. 4. 2020 - 30. 9. 2021    | TV Chosun         |
| Mistr Trot                 | 2020                        | TV Chosun         |
| Racquet Boys               | 11. 10. 2021 - 27. 12. 2021 | TvN               |
| Hidden Singer              | 2020                        | JTBC              |
| Tomorrow´s national singer | 2021                        | TV Chosun         |
| Music Bank                 | 2021                        | KBS               |
| Inkigayo                   | 2021                        | SBS               |
| The Trot Show              | 2021                        | SBS               |